# Zabaione

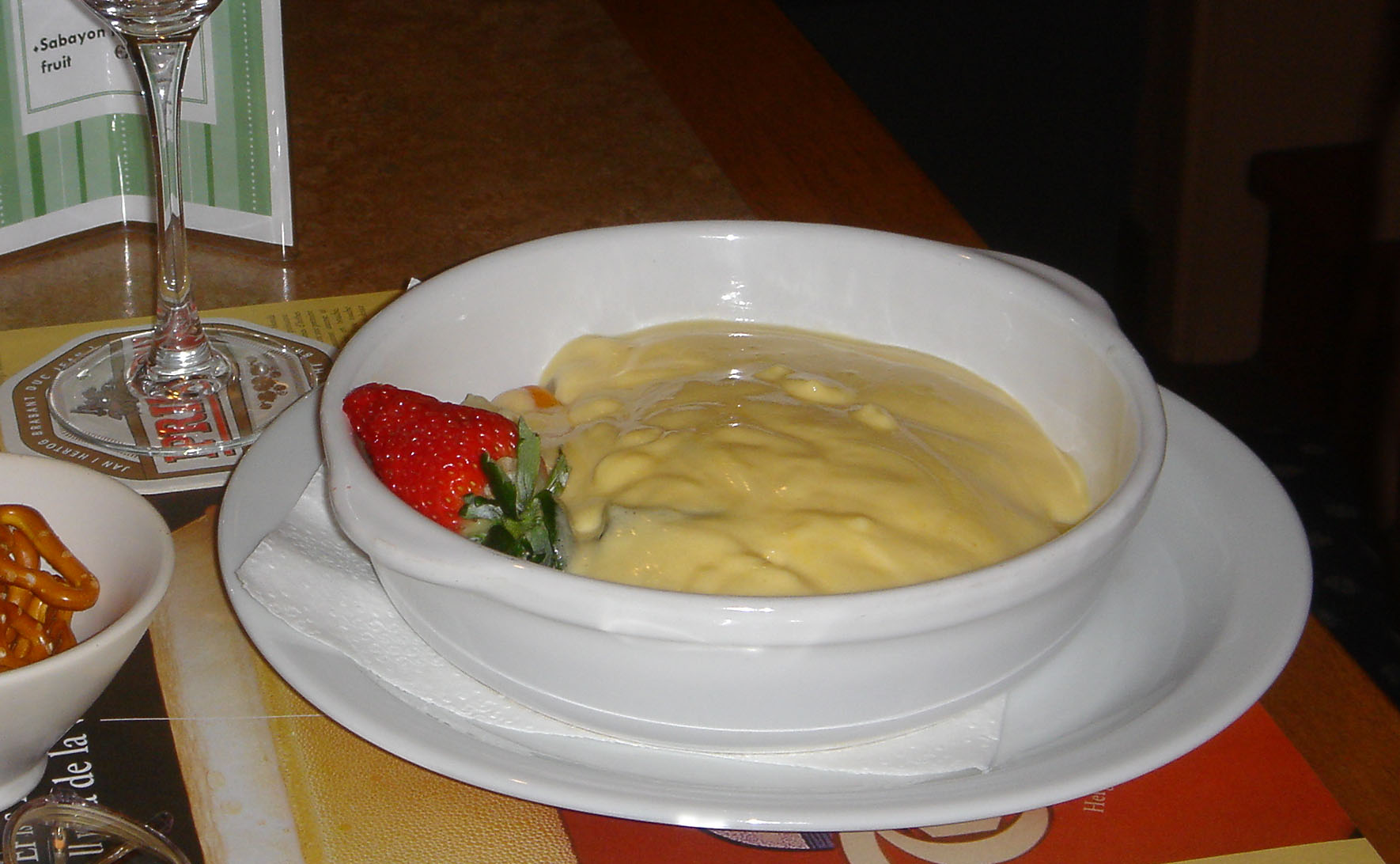
Un zabaione servido.

El zabaione (del italiano zabaione o zabaglione, a su vez del italiano arcaico zabajone), también denominado en castellano sabayón o sambayón en las cocinas argentina y uruguaya, es un postre tradicional de la cocina italiana. Se trata de una crema hecha con yema de huevo, azúcar y vino. La popularidad del zabaione se ha extendido a buena parte de los países europeos desde el siglo XVI.

## Historia
El postre tiene varios siglos de antigüedad y aparece en varias recetas italianas del siglo XVI. Existen diversos "inventores" del postre y varias regiones italianas se disputan su creación (Venecia, Lombardía, Sicilia, Emilia, Piamonte). Se cuenta que el postre fue inventado en el año 1500 por un vecino de Reggio Emilia por una casualidad. El capitán de navío Emiliano Giovanni Baglioni llegó al puerto y se fue alimentando de uvas, vino y huevos que le iban proporcionando. De esta forma salió el postre por Giovanni Baglione (denominado popularmente como Zvàn Bajòun) y la crema fue cambiando de nombre a lo largo de los siglos desde zambajoun, a Zabajone y similarmente Zabaglione. Otras historias populares fijan al descubridor de finales del siglo XVI; el cura franciscano Pascual Baylón lo empleaba como reconstituyente, razón por la cual aparece en la literatura como la crema di San Baylon, de lo que se deduce simplemente Sambayon. 
Leyendas aparte, el origen del zabaione podría deberse a la muy antigua costumbre de consumir bebidas reconstituyentes a base de vino y de yema de huevo, costumbre extendida no sólo en Italia sino en buena parte de Europa. La receta aparece por primera vez en el Libro De Arte Coquinaria del Maestro Martino da Como, publicado alrededor de 1465, sin que especificase ningún origen geográfico del zabaglione. Más de un siglo más tarde, el doctor Scipione, alias del monje dominicano Girolamo Mercurio, considera esa misma receta como una especialidad milanesa en su libro La commare o riccoglitrice, publicado en Venecia en 1595. La recomendaba como reconstituyente para personas debilitadas por trabajos muy duros, y para mujeres que acababan de dar a luz. El plato aparece nombrado también en 1570 en la obra de B. Scappi titulada Opera dell'arte del cucinare.
En el siglo XVI, Catalina de Médici habría dado a conocer el zabaione en Europa al llevar sus cocineros italianos a la corte de Francia. De hecho, su chef Ruggeri creó los primeros helados italianos basándose en la receta del zabaione.

## Características
La receta tradicional consiste en batir yemas de huevo, azúcar y vino dulce (por regla general vino marsala) en una cacerola a fuego muy suave o al baño María. El zabaione tiene una consistencia muy ligera, a medio camino entre las natillas españolas y un mousse. Las recetas modernas incorporan a veces algo de nata, queso fresco Mascarpone, o merengue (clara de huevo montada a punto de nieve para darle más ligereza). En algunas ocasiones se emplea como edulcorante la miel en lugar de azúcar. En los casos en los que se sirve a niños o a personas que no quieran consumir alcohol, se le suele evitar el contenido alcohólico del vino, aunque cabe pensar que durante el procesado se evapora gran parte.

## Servir
El zabaione se suele servir caliente o templado en un bol o en copa, y de forma tradicional se acompaña de higos frescos o frutas rojas. En algunas ocasiones se emplean vinos de postre para aromatizar (vin santo, moscatel), y se decora con una rama de canela. A veces se sirve acompañando a tartas como puede ser la Torta Ostiglia.

## En Colombia
En Colombia, el «sabajón», como es conocido, no es un postre, sino una bebida, similar al rompope mexicano, al advocaat de Países Bajos, o al ponche crema en Venezuela, y que al igual que este último, se consume primordialmente en época navideña y comparte sus ingredientes principales (huevos, leche y aguardiente). Sin embargo como muchas otras recetas de la cocina colombiana, ha sido llevada a la producción industrial a gran escala, por las empresas vitivinicultoras y viñedos, y es comercializada como una bebida alcohólica (entre 10 % y 15 % de alcohol), y se puede encontrar fácilmente en cualquier comercio o supermercado con sección de vinos. Se le puede encontrar original o con sabor a vainilla (en la mayoría de los casos), aunque algunos productores también fabrican sabajones con sabores tan particulares como el limón, café, melocotón, guanábana, chamba, mora y feijoa. Goza de gran aceptación e incluso algunas empresas productoras han sido galardonadas internacionalmente, convirtiéndose Colombia en el mayor y mejor productor de este tipo de bebida en el mundo, por lo menos en cuanto a producción industrial se refiere.